# デヴィッド・フィリップス (プリン男)
デヴィッド・フィリップス（David Phillips、1964年 - ）、別名「プリン男 (The Pudding Guy)」は、アメリカ合衆国の土木技術者。1999年に、ヘルシー・チョイス（Healthy Choice）の販促キャンペーンを利用して、膨大なマイレージサービスのポイントを獲得したことで知られている。
カリフォルニア大学デービス校に勤めているフィリップスは、食料品店で買い物をしているときに、メール・イン・リベート（商品を購入後に、商品の箱についているバーコードなどを会社に郵送することによって払い戻し金を受け取るシステム）でもらえるマイレージ・ポイントが、キャンペーンの対象商品の価格を上回っていることに気が付いた。そして1999年5月に、フィリップスは 1,253,000 マイル分のポイントを獲得した。

## 経緯
フィリップスは、ヘルシー・チョイス社の販促キャンペーンでもらえる特典が、キャンペーンの対象商品である冷凍食品の価格を大幅に上回っていることに気づいた。さらに彼は、1個25セントでバラ売りされているプリンも対象商品に含まれていることに気づいた。そこでフィリップスは、ウッドランドからフレズノにわたって食料品アウトレットを巡り、プリンの箱をあるだけ買い占め、合わせて12,150個のプリンを3,140ドルで手に入れた。人目を引いて不審がられないよう、フィリップスは2000年問題に備えているのだと説明していた。このキャンペーンの期間は1999年12月までであったが、5月までに応募するとマイルを割り増しでもらえるという特典があった。フィリップスは、応募に必要な商品のバーコードを5月中に全部剥がすことは不可能だと考え、救世軍やフードバンクにプリンを持ち込み、プリンを寄付する代わりに、バーコードを剥がす作業を手伝ってもらった。

## 結果
フィリップスは期限内にバーコードを郵送し、ヘルシー・チョイス社はフィリップスに、1,253,000 マイル分のアメリカン航空のマイレージサービス・ポイントを贈呈した。購入したプリンの大部分が慈善団体に寄付されたので、フィリップスは815ドル分の税金の控除を受けた。
このことによって、ヘルシー・チョイスのブランドを所有するコンアグラ・フーズ (ConAgra Foods)や航空会社が大きな損失を受けたことはなかったと考えられている。2000年以降も、フィリップスはマイレージサービスのプロモーションを利用して、実際に使用したマイレージの5倍のポイントを獲得している。
フィリップスのプリンの話は、国際的に注目を集め、『ウォール・ストリート・ジャーナル』紙や『タイムズ』紙などのニュース・メディアでも取り上げられた。また、この話は、ポール・トーマス・アンダーソン監督による2002年のコメディ映画『パンチドランク・ラブ』の中の一部で用いられている。